# João de Maria
João De Maria (ur. 12 maja 1896 w Rio de Janeiro, zm. ?) – piłkarz brazylijski grający na pozycji środkowego obrońcy.
João De Maria karierę piłkarską rozpoczął w klubie Andarahy Rio de Janeiro w 1914 roku. W 1921 roku przeszedł do São Cristóvão Rio de Janeiro, w którym grał do zakończenia kariery, którą zakończył w 1922 roku. nie odniósł większych sukcesów.
João De Maria wziął udział w turnieju Copa América 1920. Brazylia zajęła trzecie miejsce, a De Maria zagrał w meczach z Urugwajem i Chile. Były to jedyne jego występy w barwach canarinhos.